# Ярки (Доволенський район)
Ярки (рос. Ярки) — село у Доволенському районі Новосибірської області Російської Федерації.
Входить до складу муніципального утворення Ярковська сільрада. Населення становить 598 осіб (2010).

## Історія
Згідно із законом від 2 червня 2004 року органом місцевого самоврядування є Ярковська сільрада.

## Населення
| 2002 | 2007 | 2010 |
| ---- | ---- | ---- |
| 728  | ↘631 | ↘587 |